# Loch Henry
 (juin 2023).
La mise en forme du texte ne suit pas les recommandations de Wikipédia : il faut le « wikifier ».
Les points d'amélioration suivants sont les cas les plus fréquents. Le détail des points à revoir est peut-être précisé sur la page de discussion.
- Les titres sont pré-formatés par le logiciel. Ils ne sont ni en capitales, ni en gras.
- Le texte ne doit pas être écrit en capitales (les noms de famille non plus), ni en gras, ni en italique, ni en « petit »…
- Le gras n'est utilisé que pour surligner le titre de l'article dans l'introduction, une seule fois.
- L'italique est rarement utilisé : mots en langue étrangère, titres d'œuvres, noms de bateaux, etc.
- Les citations ne sont pas en italique mais en corps de texte normal. Elles sont entourées par des guillemets français : « et ».
- Les listes à puces sont à éviter, des paragraphes rédigés étant largement préférés. Les tableaux sont à réserver à la présentation de données structurées (résultats, etc.).
- Les appels de note de bas de page (petits chiffres en exposant, introduits par l'outil «  Source ») sont à placer entre la fin de phrase et le point final[comme ça].
- Les liens internes (vers d'autres articles de Wikipédia) sont à choisir avec parcimonie. Créez des liens vers des articles approfondissant le sujet. Les termes génériques sans rapport avec le sujet sont à éviter, ainsi que les répétitions de liens vers un même terme.
- Les liens externes sont à placer uniquement dans une section « Liens externes », à la fin de l'article. Ces liens sont à choisir avec parcimonie suivant les règles définies. Si un lien sert de source à l'article, son insertion dans le texte est à faire par les notes de bas de page.
- La présentation des références doit suivre les conventions bibliographiques. Il est recommandé d'utiliser les modèles {{Ouvrage}}, {{Chapitre}}, {{Article}}, {{Lien web}} et/ou {{Bibliographie}}. Le mode d'édition visuel peut mettre en forme automatiquement les références.
- Insérer une infobox (cadre d'informations à droite) n'est pas obligatoire pour parachever la mise en page.

Pour une aide détaillée, merci de consulter Aide:Wikification.
Si vous pensez que ces points ont été résolus, vous pouvez retirer ce bandeau et améliorer la mise en forme d'un autre article.
« Loch Henry » est le deuxième épisode de la sixième saison de la série d'anthologie Black Mirror. Il a été écrit par le créateur de séries Charlie Brooker et réalisé par Sam Miller. L'épisode est sorti sur Netflix, avec le reste de la saison six, le 15 juin 2023.
Dans cet épisode, on suit un jeune couple, Davis et Pia, tous les deux étudiants en cinéma réalisant un véritable documentaire sur le crime dans la ville natale de Davis dans la campagne écossaise.

## Synopsis
Le couple d'étudiants en cinéma Davis McCardle et Pia Koreshi rend visite à la mère veuve de Davis, Janet, dans sa ville natale de Loch Henry, en Écosse, dans l'intention de filmer un documentaire sur un collectionneur local d'œufs. Les deux visitent un pub appartenant à l'ami d'enfance de Davis, Stuart King, dans lequel Davis et Stuart racontent à Pia l'histoire de Iain Adair, un habitant local qui a torturé et assassiné des touristes dans les années 1990. Les crimes d'Adair ont été découverts lorsque le père de Davis, Kenneth, un policier, lui a rendu visite après qu'Adair en état d'ébriété ait menacé les clients du pub, alors propriété du père de Stuart, Richard. Adair a tiré sur Kenneth avant de tuer ses parents et finalement lui-même, Kenneth mourant plus tard d'une infection à SARM contractée à la suite de sa blessure par balle.
Pia est charmée par l'histoire et propose de faire le documentaire sur Adair à la place. Davis décline d'abord l'idée, mais change d'avis lorsque Stuart et Janet offrent leur soutien. Les deux commencent leur film, enregistrant leurs images sur les anciennes bandes de Janet de la série télévisée Bergerac.
Davis et Pia demandent l'aide pour le documentaire de la productrice de films Kate Cezar, mais elle note que l'affaire est déjà close et les encourage à trouver des angles inexplorés à l'histoire. Davis, Pia et Stuart pénètrent par effraction dans la maison abandonnée d'Adair et explorent le sous-sol autrefois utilisé comme donjon où Adair torturait ses victimes. Sur le chemin du retour, Davis a une collision frontale entre la camionnette du groupe et un tracteur, qui l'envoie une nuit à l'hôpital. Richard est également dans le petit hôpital pendant la nuit après être déjà tombé dans les escaliers de son pub.
Pia et Janet rentrent chez elles pendant que Davis se remet de ses blessures. Lors du montage des images, Pia découvre que la cassette de Bergerac qu'ils utilisent contient un enregistrement de l'un des meurtres d'Iain, révélant qu'il est en fait le complice des deux parents de Davis. Pia, horrifiée, quitte la maison en essayant de trouver un téléphone pour appeler Davis. Janet, suspicieuse, trouve la vidéo sur l'ordinateur portable de Pia et la poursuit. Pia tente de s'échapper à pied à travers la nature sauvage, mais meurt lorsqu'elle tombe et se frappe la tête en traversant un ruisseau.
Pendant ce temps, à l'hôpital, Richard demande à Davis d'arrêter de faire le film, car Richard a toujours soupçonné les parents de Davis d'être impliqués. Janet, craignant d'être découverte, retourne à la maison. Elle rit en regardant de vieilles photos de ses anciennes victimes torturées. Elle se pend ensuite, laissant derrière elle une lettre de suicide et sa collection de cassettes.
Un documentaire est ensuite produit par Cezar pour le service de streaming Streamberry qui raconte la propre enquête et ses découvertes de Davis et Pia sur l'affaire. Le film devient un succès retentissant qui remporte un BAFTA et attire une nouvelle attention sur la ville de Loch Henry. Davis, cependant, reste traumatisé par l'expérience, et retourne seul dans sa chambre d'hôtel après la cérémonie des BAFTA où il relit la lettre de suicide de sa mère : "Pour ton film. Maman.".

## Production
Netflix a annoncé qu'une sixième série Black Mirror était en développement en mai 2022, près de trois ans depuis la sortie de la série précédente. L'épisode a été écrit par le créateur de la série Charlie Brooker et réalisé par Sam Miller. L'actrice Weruche Opia, qui a partagé la vedette dans la série I May Destroy You de Miller, fait une apparition en tant qu'actrice assistant à l'afterparty BAFTA à la fin de l'épisode.
En écrivant l'épisode, Brooker s'est inspiré de son expérience en regardant de vrais documentaires sur le crime, remarquant à quel point le style de plus en plus cinématographique et d'art maison du genre donnait un air « sombre, sérieux » et « important ». Il pensait que cela masquait sa nature perverse et « écrasante ». :3:30–4:00 De plus, il avait recherché des lieux après avoir vu leur utilisation dans des documentaires, car des paysages et des détails scéniques étaient utilisés pour remplir l'espace en raison d'un manque de séquences liées à la criminalité. :6:10–6:45 Brooker a observé que la « texture des anciens médias » était devenue fétichisée. :7:45–8:00 Il a dit qu'il s'agissait de transformer « des choses horribles » en « une forme somptueuse de divertissement ».

### Casting et tournage

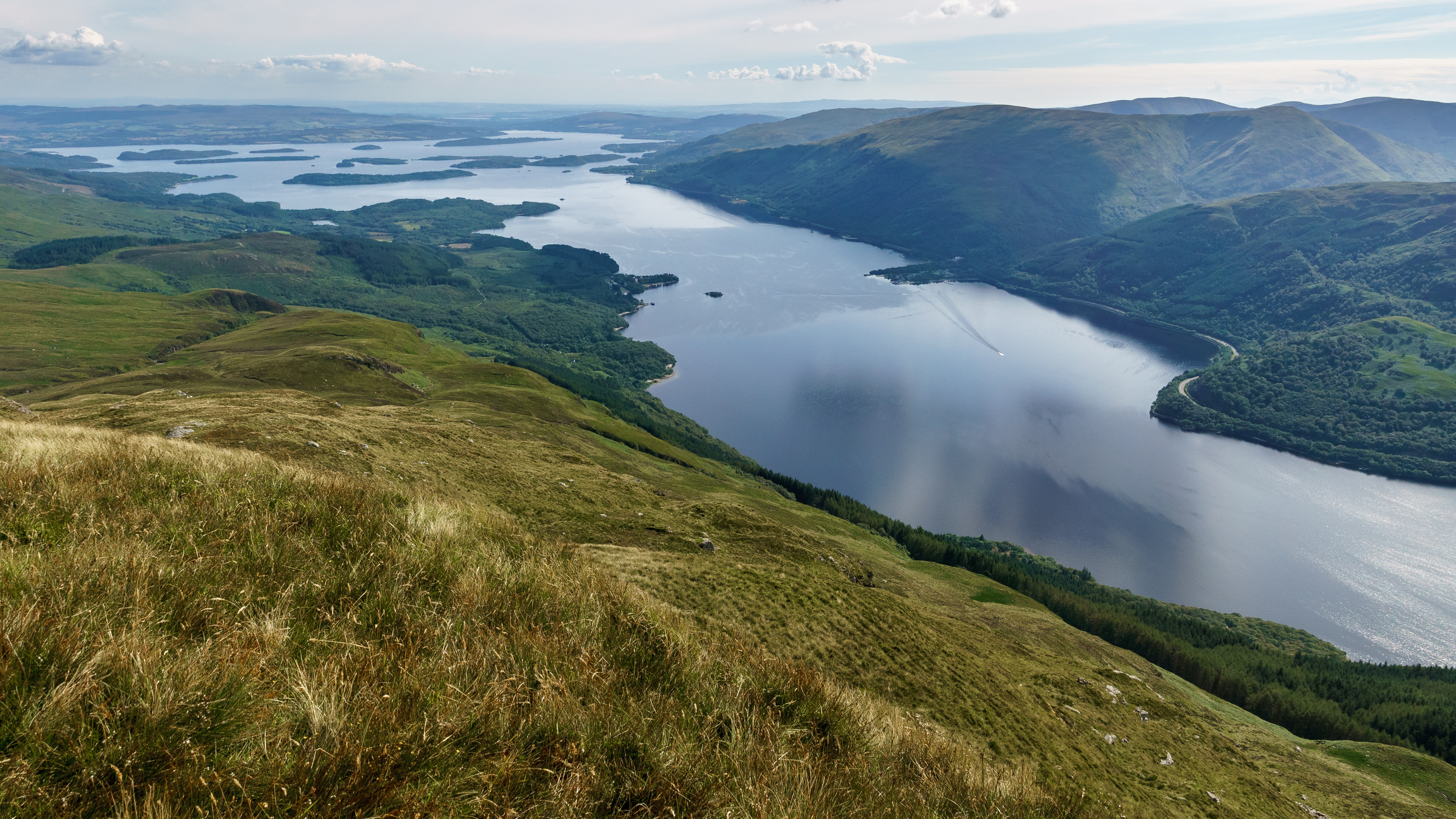
Le tournage a eu lieu dans le Loch Lomond en Ecosse

En avril 2023, le casting est annoncé, comprenant Samuel Blenkin, Myha'la Herrold, Daniel Portman, John Hannah et Monica Dolan, qui étaient liés à l'épisode «Loch Henry » le mois suivant.
« Loch Henry » est le premier épisode de Black Mirror à se dérouler en Ecosse. L'équipe de tournage a utilisé le Loch Lomond comme base et a filmé dans 18 autres endroits en Écosse. La majorité de l'épisode a été filmée à Arrochar, près de la forêt d'Argyll. Certaines scènes ont eu lieu en septembre 2022 lorsque la rue principale d'Inveraray à Argyll and Bute a été transformée en la ville de Loch Henry, dans les années 1990. L'épisode a toujours été destiné à se dérouler en Écosse ; Brooker a déclaré qu'il y avait un "brin d'humour non sentimental » sur lequel l'épisode tentait de s'appuyer. :4:30–5:45
Portman a déclaré qu'il n'avait  « jamais autant ri » en lisant un scénario:2:30–2:40. Hannah a découvert que l'épisode avait plus que le  « récit d'images d'horreur trouvé » qu'il pensait initialement, car ce récit est déconstruit:2:00–2:30. Blenkin a estimé que Davis aurait du mal à faire face à son traumatisme en raison de sa nature publique, et que cela pourrait le conduire à  « devenir vraiment cynique ».

## Réception
Sur l'agrégateur de critiques Rotten Tomatoes, l'épisode détient un taux d'approbation de 82 % sur la base de 11 critiques. The Independent lui a attribué trois étoiles sur cinq, tandis que The Daily Telegraph lui a attribué quatre étoiles.